# Marc Van Geel
Marc Van Geel (* 8. Juni 1959 in Leuven) ist ein ehemaliger belgischer Radrennfahrer.

## Sportliche Laufbahn
Van Geel war im Straßenradsport aktiv. Als Amateur gewann er 1979 eine Etappe Tour de la Province de Liège und wurde Zweiter im Manx International hinter Steve Joughin.
Von 1981 bis 1987 war er Berufsfahrer. 1986 siegte er im Textielprijs Vichte, 1986 im Grote Prijs Raf Jonckheere. Dazu kamen Siege in einigen belgischen Kriterien.
1983 wurde er Zweiter im Heijste Pijl, 1984 im De Kustpijl, Dritter im Nationale Sluitingsprijs 1984 und bei Brüssel–Ingooigem 1985.
Die Vuelta a España bestritt er dreimal. 1982 wurde er 71., 1985 90., 1984 kam er nicht ins Ziel. Den Giro d’Italia 1981 beendete er nicht.